# Metoecis
Metoecis é um gênero de mariposa pertencente à família Crambidae.